# Walter Tyrolf
Walter Fritz Tyrolf (* 12. Januar 1901 in Zeitz; † 24. November 1971 in Goldenbek) war ein deutscher Staatsanwalt und Richter.

## Leben
Walter Tyrolf war der Sohn eines Volksschullehrers und studierte an der neuen Johann Wolfgang Goethe-Universität Frankfurt am Main Rechtswissenschaft. 1921 wurde er im Corps Austria Frankfurt am Main aktiv. Nach dem Abschluss des Studiums (1923), der Promotion zum Dr. jur. (1926) und des Referendariats (1927) wurde er 1930 als Gerichtsassessor eingestellt und 1931 zum Amtsgerichtsrat ernannt. 1934 wurde er Landgerichtsrat, 1937 Richter am Landgericht in Hamburg. Zeitgleich trat er am 1. Mai 1937 der NSDAP bei (Mitgliedsnummer 5.269.173).
Ab 1940 arbeitete er als Staatsanwalt. 1944 wurde er als Staatsanwalt an das NS-Sondergericht Hamburg versetzt. Dort plädierte er in zahlreichen Fällen, auch wegen Bagatellen (wie leichtem Diebstahl und „Rassenschande“), auf die Todesstrafe und erreichte, dass diese auch vollstreckt wurde. Bislang sind mindestens 18 Gerichtsverfahren bekannt, in denen er Todesurteile beantragte und die in 15 der Fälle auch zur Hinrichtung führten.
Unmittelbar nach Kriegsende wurde er als Untersuchungsrichter wieder am Landgericht Hamburg tätig und dort 1951 zum Landgerichtsdirektor befördert. 1949 leitete Tyrolf das Gerichtsverfahren um die Tätigkeit von Veit Harlan im Dritten Reich und sprach diesen frei. Der Freispruch von Harlan, der den antisemitischen Propagandafilm Jud Süß gedreht hatte, und die an Antisemitismus grenzende Urteilsbegründung von Tyrolf erregten internationales Aufsehen in der Presse. Der Sohn von Veit Harlan, Thomas Harlan, bezeichnete Tyrolf deshalb als „Blutrichter“ Direkte Folge des Urteils und des Meinungsstreits dazu im Nachfeld war das Lüth-Urteil des Bundesverfassungsgerichts.
Nachdem Tyrolfs erste Ehefrau im September 1962 gestorben war, heiratete er im März 1963 die frühere Euthanasieärztin Ingeborg Margarete Wetzel, gegen die er zuvor noch ermittelt hatte. Obwohl Ermittlungen und interne Untersuchungen wegen seiner Tätigkeit in der Zeit des Nationalsozialismus liefen, lehnte Tyrolf ein freiwilliges Ausscheiden als belasteter Jurist ab. Nachdem Tyrolf im Juni 1963 einen Schlaganfall erlitten hatte und seitdem nicht mehr arbeitsfähig war, ging er zum 1. Juli 1964 in den vorzeitigen Ruhestand.

## Schriften
- Der nicht rechtsfähige Verein unter besonderer Berücksichtigung seiner Stellung als Erbe. Dissertation 1926